# The Testing Fire
The Testing Fire è un cortometraggio muto del 1914 diretto da Richard Travers.

## Produzione
Il film fu prodotto dalla Essanay Film Manufacturing Company.

## Distribuzione
Distribuito dalla General Film Company, il film - un cortometraggio a una bobina - uscì nelle sale cinematografiche USA il 27 gennaio 1914.